# Немки (Могилёвская область)
Немки (бел. Нямкі) — деревня в Кировском районе Могилёвской области Беларуси. Входит в состав Стайковского сельсовета.

## География
Деревня находится в юго-западной части Могилёвской области, на берегах реки Хмелинки, к западу от автодороги Н-10453, на расстоянии приблизительно 25 километров (по прямой) к северо-востоку от города Кировска, административного центра района. Абсолютная высота — 144 метра над уровнем моря. Площадь населённого пункта — 0,3418 км².

## История
По состоянию на 1910 год, в Немках имелось 79 дворов и проживало 263 человека (238 мужчин и 25 женщин). В административном отношении входила в состав Немковского сельского общества Чигиринской волости Быховского уезда Могилёвской губернии.

## Население
По данным переписи 2019 года, в деревне проживало 11 человек.
| Год  | Население, человек |
| ---- | ------------------ |
| 1910 | 263                |
| 2009 | ↘ 25               |
| 2019 | ↘ 11               |